# Soldiers' and Sailors' Monument (New York)
Le Soldiers' and Sailors' Monument (littéralement “monument de soldats et des marins”) est un monument dressé à la mémoire des soldats américains décédés pendant la guerre de Sécession. Il est situé sur la Riverside Drive au niveau de la 89e rue à Manhattan, et fut inauguré à l'occasion du Memorial Day en 1902. Le monument a été conçu par Charles Stoughton et Arthur Stoughton, et les décorations gravées sur la structure sont l'œuvre de Paul E. Duboy. Plusieurs autres monuments portant le même nom furent construits aux États-Unis, notamment à Cleveland, Détroit et Indianapolis.